# Francesca Hayward
Francesca Hayward (Nairobi, 4 luglio 1992) è una ballerina e attrice britannica.

## Biografia
Figlia di padre inglese e madre kenyota, Francesca Hayward è nata a Nairobi nel 1992 e la famiglia si è trasferita nel West Sussex nel 1994. Cominciò a studiare danza alla Le Serve School of Ballet, prima di essere ammessa alla Royal Ballet School nel 2003, all'età di undici anni.
Nel 2010 si unì al corpo di ballo del Royal Ballet e, apprezzata per la sua grazia e precisione tecnica, scalò rapidamente i ranghi della compagnia: fu promossa prima artista nel 2013, solista nel 2014, prima solista nel 2015 e ballerina principale nel 2016. Nel 2019 ha fatto il suo debutto cinematografico nel film musical Cats, diretto da Tom Hooper, in cui interpreta Victoria the White Cat accanto a Judi Dench, Taylor Swift e Idris Elba. Nello stesso anno ha danzato come Giulietta nel film televisivo Romeo and Juliet: Beyond Words. 
Con il Royal Ballet ha danzato con apprezzamenti di pubblico e critica molti dei grandi ruoli del repertorio classico e moderno, tra cui Clara ne Lo schiaccianoci (2012), Manon in Manon (2014), Giulietta in Romeo e Giulietta (2015), Aurora ne La bella addormentata (2017), Stephanie in Mayerling (2017), l'eponima protagonista in Giselle (2018) e Odette/Odille ne Il lago dei cigni (2022). Dopo il ritiro dalle scene nel 2024 di Alexander Campbell, suo partner abituale, ha iniziato a danzare più spesso con il collega e compagno Cesar Corrales (a cui è legata sentimentalmente dal 2019), in balletti quali Cenerentola (Ashton) e Onegin (Cranko)

## Filmografia
- Cats, regia di Tom Hooper (2019)
- Romeo and Juliet: Beyond Words, regia di Michael Nunn (2019)

## Doppiatrici italiane
- Veronica Puccio in Cats